# Portrettenhuisje
Het Portrettenhuisje is een artistiek kunstwerk in Amsterdam-Zuidoost.

## Kunstwerk
Het is een fotografische weergave van 1860 buurtbewoners uit de wijk Venserpolder in genoemd stadsdeel. De bewoners werden vastgelegd door Co de Kruijf en op hun beurt verwerkt in vier mozaïeken van foto’s gedrukt op platen van aluminium; de grootte van de portretten van de buurtbewoners werden aangepast om het mozaïek te vervolmaken. Die mozaïeken leverden vier portretten op van schrijvers, naar wie straten in de buurt vernoemd zijn. De platen werden bevestigd op een elektriciteitshuisje van Liander aan de Albert Camuslaan. De portretten worden vergezeld door een citaat van de schrijver in de bovenlijst en een korte omschrijving in het portret.
De afgebeelde schrijvers zijn:
- Albert Camus: "Als de wereld begrijpelijk was, zou er geen kunst bestaan";
- Agatha Christie: "Het geheim van vooruitkomen is beginnen";
- Alexandre Dumas père: "Het leven is betoverend, men moet het alleen door de juiste bril zien";
- Anatole France: "Al zeggen vijftig miljoen mensen iets doms, dan blijft het toch nog iets doms".

Het kunstwerk werd samen met buurtwerkkamer MultiBron en de gemeente Amsterdam geplaatst. Ze werd 3 november 2015 onthuld. Een jaar later volgde nog een kunstwerk in dezelfde opzet: Vrede, liefde en geluk.

## Afbeeldingen

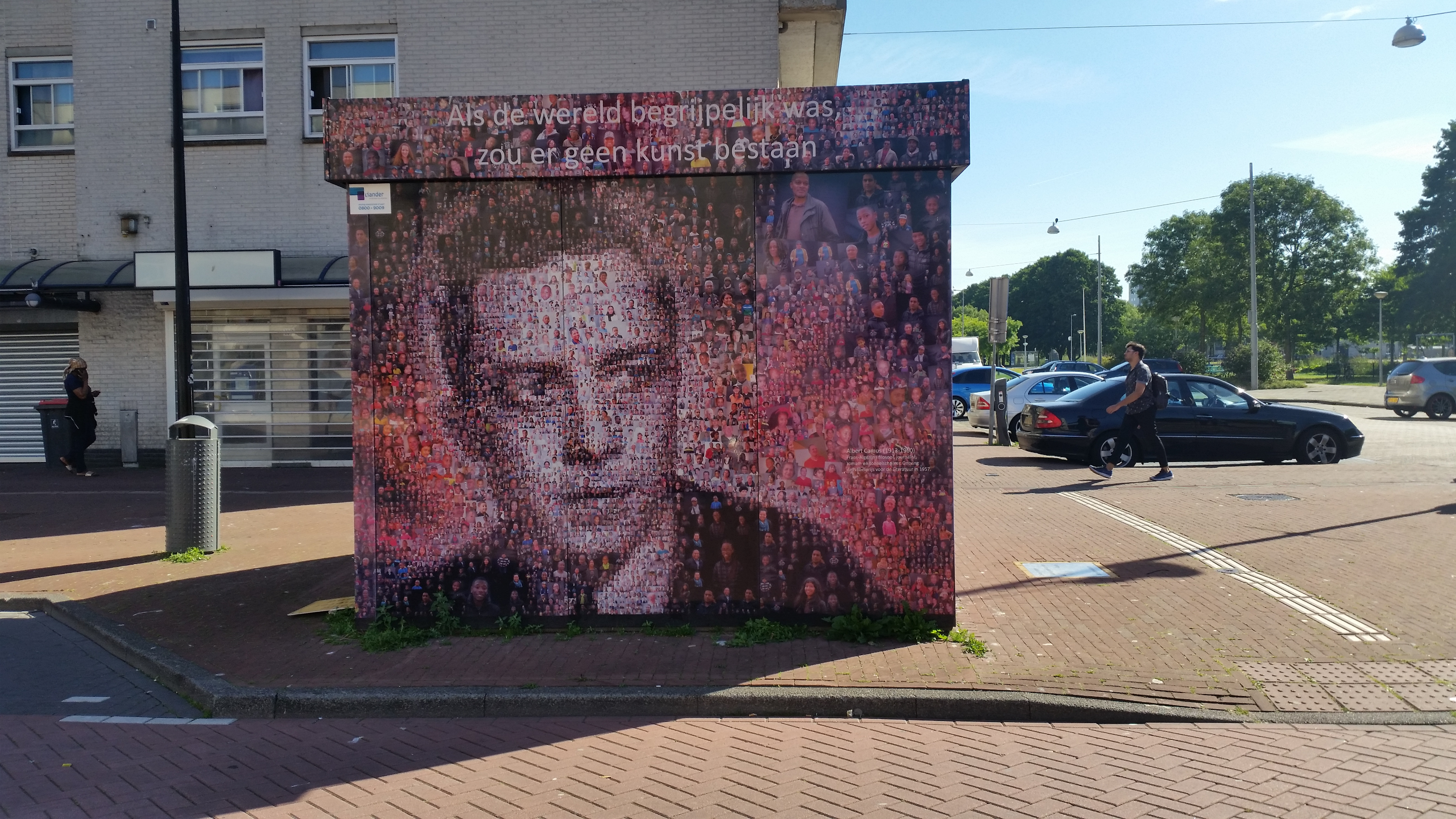
Albert Camus (augustus 2020)
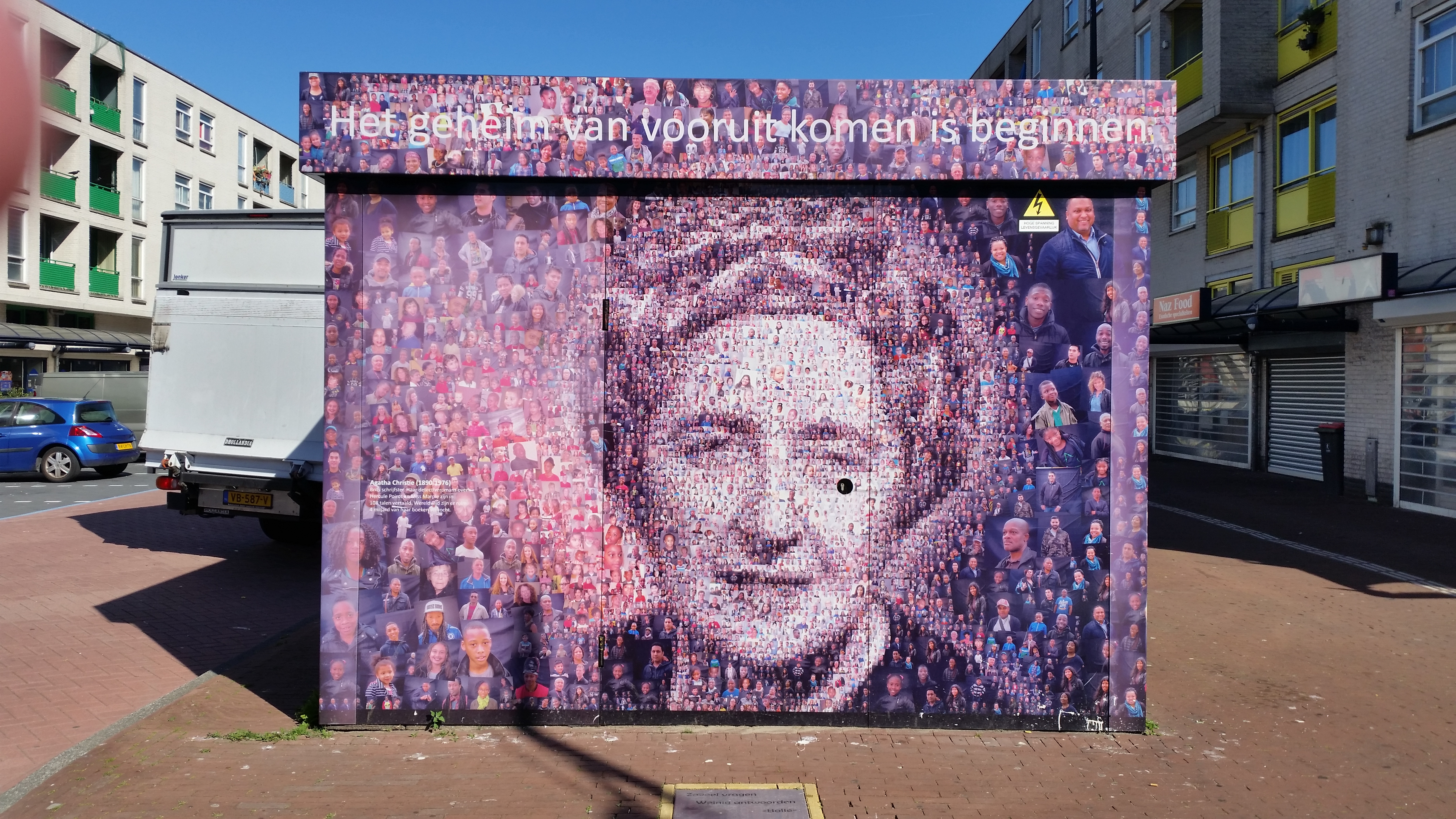
Agatha Christie (augustus 2020)
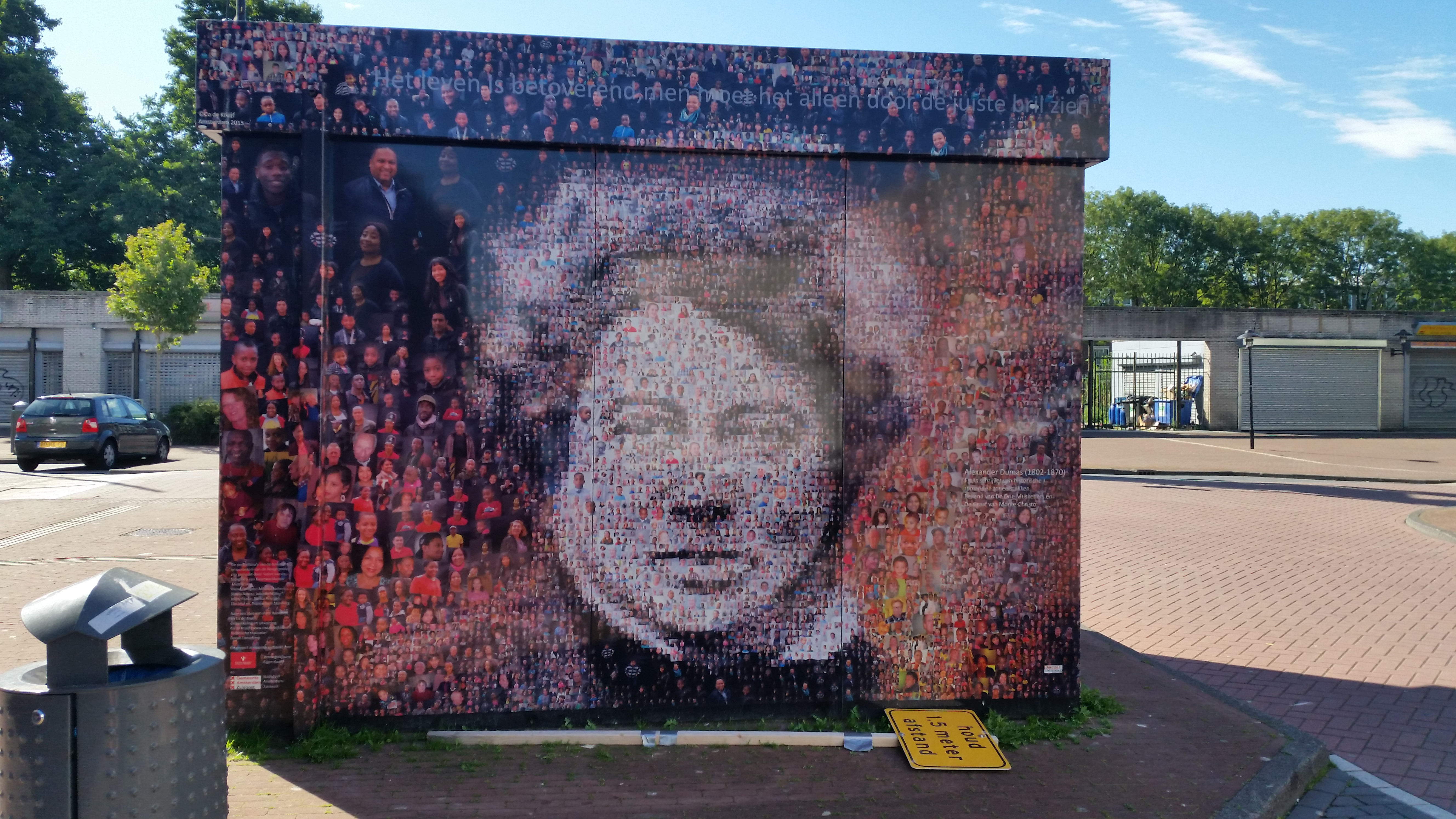
Alexandre Dumas (augustus 2020)
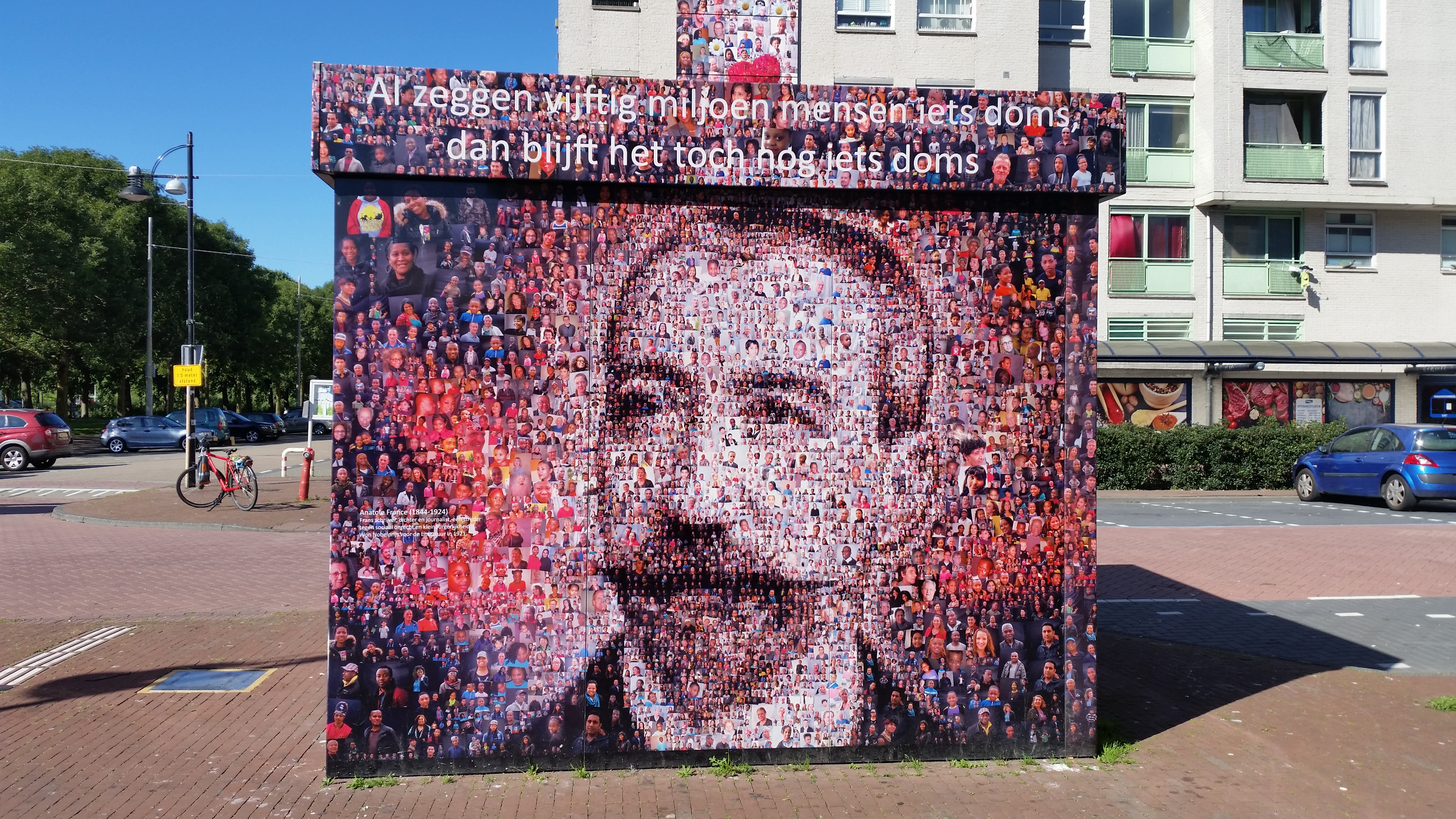
Anatole France (augustus 2020)